# Choqā Baleh Chālāb Zard
Choqā Baleh Chālāb Zard (persiska: چغا بلک, Choqā Balak-e Chālāb Zard, Chaqā Balak, چقا بله چالاب زرد) är en ort i Iran.   Den ligger i provinsen Ilam, i den västra delen av landet, 500 km sydväst om huvudstaden Teheran. Choqā Baleh Chālāb Zard ligger 976 meter över havet och antalet invånare är 153.
Terrängen runt Choqā Baleh Chālāb Zard är varierad.Runt Choqā Baleh Chālāb Zard är det ganska glesbefolkat, med 48 invånare per kvadratkilometer. Närmaste större samhälle är Lūmār, 11,1 km sydväst om Choqā Baleh Chālāb Zard. Omgivningarna runt Choqā Baleh Chālāb Zard är i huvudsak ett öppet busklandskap.